# 요크신 시티
《요크신 시티》는 헌터 × 헌터에 등장하는 지역으로 요르비안 대륙 서쪽 끝에 있는 도시다. 매년 9월 ~ 10일에는 세계 최대 규모의 경매장 요크신 드림 경매가 개최된다. 개최 기간 곳곳에서 다양한 종류(지하경매, 가격표 경매, 조건 경매 등)의 경매가 개최된다.

## 요크신 시티 관련 등장인물
- 네온=노스트라드
CV ː마에카와 유코(前川優子) / 정소영 / 우에다 카나(植田佳奈) / 김선혜
- 라이트=노스트라드
CV ː니시마쓰 가즈히코(西松和彦) / 이상훈 / 이토 에이지(伊藤栄次) / 민응식
- 센리츠
CV ːTARAKO / 기경옥 / 토미나가 미이나(冨永みーな) / 정소영
- 이즈나비
CV ː야오 카즈키(矢尾一樹)·코야마 츠요시(小山剛志) / 아이자와 마사키(相沢まさき)